# Тарзан и његова другарица
Тарзан и његова другарица или Тарзан и његова партнерка (тачније, „Тарзан и његова женка“) јесте филм из 1934. који је заснован на ликовима Едгара Рајса Бароуза. То је други филм из серијала о Тарзану у коме глуми Џони Вајсмилер.

## Улоге
| Глумац          | Улога            |
| --------------- | ---------------- |
| Џони Вајсмилер  | Тарзан           |
| Морин О’Саливан | Џејн Паркер      |
| Нил Хамилтон    | Хари Холт        |
| Пол Кавана      | Мартин Арлингтон |
| Форестер Харви  | Бимиш            |
| Нејтан Кери     | Сајди            |
| Чита            | глуми себе       |